# أقراطس الأثيني
أقراطس الأثيني (توفي 268 ق.م.) هو فيلسوف يوناني.
تزعم الأكاديمية القديمة سنة واحدة قبل وفاته خلفا لبوليمون.